# HTTP/3
HTTP/3 (ранее известный как HTTP-over-QUIC) — третья версия протокола передачи гипертекста HTTP, используемого для передачи информации во Всемирной паутине, наследница HTTP/2. С июня 2022 года находится в стадии предлагаемого стандарта. HTTP/3 основан на QUIC — экспериментальном сетевом протоколе транспортного уровня, разработанном в 2012 году компанией Google.
28 октября 2018 года председатель рабочих групп IETF HTTP и QUIC Марк Ноттингем в обсуждении списка рассылки сделал официальный запрос на переименование HTTP-over-QUIC в HTTP/3, чтобы «чётко идентифицировать его как ещё одну привязку семантики HTTP к сетевому протоколу … чтобы люди понимали его отличие от QUIC» и передать его разработку от рабочей группы QUIC рабочей группе HTTP после завершения и публикации проекта. Спустя несколько дней предложение Ноттингема было принято другими членами IETF.
Поддержка HTTP/3 была добавлена в Chrome (сборка Canary) в сентябре 2019 года, и была включена по умолчанию в апреле 2020 года. Firefox поддерживает HTTP/3 с апреля 2021. Экспериментальная поддержка HTTP/3 была добавлена в Safari Technology Preview 8 апреля 2020 года а потом в Safari 14, но всё ещё выключена по умолчанию. По данным W3Techs на 1 июля 2021 года, 20 % из 10 млн самых популярных интернет-сайтов поддерживают протокол HTTP/3.

## Реализации

### Браузеры
| Браузер        | Версия | Дата        |
| -------------- | ------ | ----------- |
| Chrome         | 87     | Апрель 2020 |
| Firefox        | 88     | Апрель 2021 |
| Safari         |        |             |
| Microsoft Edge | 87     | Апрель 2020 |

### Библиотеки
Существуют библиотеки с открытым кодом, имплементирующие клиентскую или серверную логику QUIC и HTTP/3.
Библиотека quiche компании Cloudflare может быть использована в качестве патча к серверу nginx. Полноценная поддержка HTTP/3 «из коробки» сервером nginx разрабатывается. Демо-версия была представлена в июне 2020 года.